# Downeshelea quasidentica
Downeshelea quasidentica är en tvåvingeart som beskrevs av Felippe-bauer och Quintelas 1993. Downeshelea quasidentica ingår i släktet Downeshelea och familjen svidknott. Inga underarter finns listade i Catalogue of Life.